# Cecidolampa barbotini
Cecidolampa barbotini är en stekelart som beskrevs av Askew 1975. Cecidolampa barbotini ingår i släktet Cecidolampa och familjen puppglanssteklar.
Artens utbredningsområde är:
- Frankrike.
- Tyskland.
- Ungern.
- Italien.
- Spanien.
- Sverige.

Arten är reproducerande i Sverige. Inga underarter finns listade.